# Tom Horn
Thomas Horn , Jr., detto Tom (Contea di Scotland, 21 novembre 1860 – Cheyenne, 20 novembre 1903), è stato un esploratore, detective e pistolero statunitense del vecchio West.
Il giorno prima del suo 43º compleanno, dopo un lungo processo, fu impiccato per l'omicidio di Willie Nickell.
Horn fu il personaggio di diversi film (I disertori di Fort Utah con John Ireland, I banditi della città fantasma con Barry Sullivan, Sfida alla legge con George Montgomery, Tom Horn con Steve McQueen, Mr. Horn con David Carradine), di un episodio della serie televisiva antologica Stories of the Century  (con Jim Davis e Louis Jean Heydt nel ruolo di Horn) e di un episodio della serie western Tales of Wells Fargo intitolato Tom Horn (con Horn interpretato da Les Johnson). Horn fu inoltre oggetto di una puntata della serie di documentari per History Channel Cowboys and Outlaws, intitolata Frontier Hitman.

## Biografia

### Primi anni
Nato da Thomas S. Horn, Sr. e Mary Ann Maricha (nata Miller), nelle zone rurali del nord-est di Scotland County, nel Missouri, crebbe nella fattoria di famiglia di 600 ettari (divisi in due dal South Wyaconda River) tra le città di Granger e di Etna. Era il quinto di dodici figli.

### Attività di esploratore
A sedici anni, Horn si diresse verso il sud-ovest americano, dove fu assunto dalla Cavalleria degli Stati Uniti come esploratore civile sotto Al Sieber e fu coinvolto nelle guerre Apache, nel corso delle quali contribuì alla cattura di guerrieri indiani come Geronimo. L'11 gennaio 1886, fu coinvolto in una spedizione in territorio messicano all'inseguimento di Geronimo. Durante l'operazione, l'accampamento di Horn fu attaccato dalla milizia messicana e lui restò ferito al braccio. Horn uccise poi il suo primo uomo in un duello, un tenente dell'Esercito Messicano, e fu inoltre presente alla resa finale di Geronimo, in qualità di interprete sotto il comando di Charles B. Gatewood.
In seguito, data la sua abilità con la pistola, prese parte alla guerra di Pleasant Valley in Arizona, una faida tra due potenti famiglie composte da allevatori di bovini e di pecore, ma non si sa con certezza con quale parte si fosse alleato, ed entrambe le parti subirono diversi omicidi per i quali gli autori non furono mai identificati.

### Carriera come detective e uomo di legge
Lavorò poi per un certo periodo come vice sceriffo in Arizona, dove attirò l'attenzione della Pinkerton National Detective Agency per le sue capacità investigative. Assunto dall'agenzia alla fine del 1889 o all'inizio del 1890, si occupò di diverse indagini in Colorado, nel Wyoming e in altri centri del West e della zona delle Montagne Rocciose. Divenne famoso per la calma che mostrava quando veniva messo sotto pressione e per la sua capacità di rintracciare chiunque.
In un caso, Horn e un altro agente, Shores CW, catturarono due uomini che avevano rapinato la Denver and Rio Grande Western Railroad (il 31 agosto 1890) tra il Cotopaxi e il Texas Creek nella contea di Fremont, in Colorado. Horn e Shores rintracciarono Thomas Eskridge (alias "Peg-Leg" Watson) e Burt "Red" Curtis in una casa nella Pauls Valley, in Oklahoma, lungo il fiume Washita, senza sparare un colpo. Nella sua relazione Horn dichiarò: "Watson è considerato da tutti in Colorado come un personaggio veramente disperato. Non ho avuto alcun problema con lui".
Horn si dimise dall'agenzia nel 1894. Nel corso del 1890 fu assunto come detective da vari ricchi allevatori nel Wyoming e nel Colorado, in particolare durante la guerra nella contea di Johnson, quando lavorava per la Wyoming Stock Grower's Association, e fu accusato di essere stato coinvolto nell'uccisione di Nate Champion e Nick Ray il 9 aprile 1892. Nel 1895, Horn uccise poi un ladro di bestiame di nome William Lewis vicino a Iron Mountain, Wyoming e, sei settimane più tardi, fu licenziato per questo crimine e per l'omicidio di Fred Powell. Nel 1896, un allevatore di nome Campbell che aveva con sé una grossa somma di danaro fu visto l'ultima volta con Horn prima di scomparire per sempre.
Anche se il suo titolo ufficiale era sempre "Range Detective", Horn effettivamente cominciò ad essere assunto come sicario su commissione. Nel 1900, fu implicato nell'omicidio di due noti ladri e sospetti autori di una rapina nel nord-ovest del Colorado. Poco prima delle uccisioni, Horn aveva iniziato a lavorare per la Swan Land and Cattle Company ed aveva ucciso due ladri, Matt Rash e Dart Isom, mentre stavano eseguendo una rapina ad un treno che divenne nota come la Wilcox Train Robbery. In questo periodo fu riassunto come investigatore e sicario su commissione anche dalla Pinkerton Agency.
Lasciò la sua attività free lance per un certo periodo per prestare servizio militare durante la guerra ispano-americana. Prima di prendere la nave per Cuba da Tampa, contrasse la malaria. Quando la sua salute migliorò tornò nel Wyoming. Poco dopo il suo ritorno, nel 1901, Horn iniziò a lavorare per il ricco barone del bestiame John C. Coble.

### L'omicidio di Willie Nickell, l'arresto e il processo
Il 18 luglio 1901, quando Horn lavorava nei pressi di Iron Mountain, Willie Nickell, di 14 anni, figlio di un allevatore, fu assassinato. Horn fu arrestato per l'omicidio dopo una discutibile confessione resa a Joe Lefors, un agente dell'ufficio del marshal. Il pubblico ministero assegnato al caso fu Walter Stoll. Durante il processo, l'accusa introdusse alla corte la confessione vaga fatta a Lefors da Horn, mentre questi era ubriaco. Solo alcune parti della dichiarazione di Horn furono presentate, il che distorse il significato della dichiarazione. Inoltre, furono presentate le testimonianze di almeno due testimoni, tra cui Lefors, e alcune prove indiziarie che lo ponevano in prossimità della scena del crimine.
Glendolene M. Kimmell, un insegnante che conosceva la famiglia Miller, dichiarò che Jim Miller (nessuna relazione con il fuorilegge del Texas Jim Miller) era nervoso la mattina del delitto. Jim Miller e il padre del ragazzo avevano avuto alcune divergenze in relazione al pascolo delle pecore di Nickell sulla terra di Miller. A partire dal 10 ottobre 1902, la parola passò alla giuria e il 23 ottobre questa restituì un verdetto di colpevolezza. Alcuni giorni dopo Horn fu condannato a morte per impiccagione. Gli avvocati della difesa presentarono una petizione alla Corte Suprema del Wyoming per un nuovo processo. La Corte Suprema confermò tuttavia la decisione della Corte Distrettuale e negò un nuovo processo. L'esecuzione avvenne il 20 novembre 1903 a Cheyenne.
È ancora in discussione se Horn abbia commesso l'omicidio: alcuni storici, come Chip Carlson, credono che lui non fosse il colpevole, mentre altri come Dean Fenton Krakel propendono per la colpevolezza ma ritengono che Horn non si fosse reso conto che stava uccidendo un ragazzino. In ogni caso, c'è unanimità sul fatto che, indipendentemente dal fatto che abbia commesso o meno quell'omicidio, egli ne aveva certamente commessi molti altri. Chip Carlson, che ha ampiamente studiato il caso Horn, concluse che, sebbene possa essere possibile che egli abbia commesso l'omicidio di Willie Nickell, era probabilmente innocente; secondo Carlson non vi era alcuna prova reale che Horn avesse commesso l'omicidio: fu visto l'ultima volta nella zona il giorno prima dell'omicidio, la sua presunta confessione era priva di valore come prova, e non furono compiuti sforzi per indagare sul coinvolgimento di altri possibili sospetti. In sostanza, la reputazione di Horn e la sua storia lo avevano reso un facile bersaglio per l'accusa.
Nel 1993, la causa è stata riproposta in un finto processo a Cheyenne e Horn è stato assolto.